# Stranitzky en de nationale held
Stranitzky en de nationale held is een hoorspel van Friedrich Dürrenmatt. Stranitzky und der Nationalheld werd op 9 november 1952 door de Süddeutscher Rundfunk uitgezonden. Robert Sobels vertaalde het en de AVRO zond het uit op donderdag 13 oktober 1966 (met een herhaling donderdag 9 april 1970). De regisseur was Dick van Putten. Het hoorspel duurde 61 minuten.

## Rolbezetting
- Robert Sobels & Peter Aryans (Stranitzky & Anton)
- Wam Heskes (de nationale held)
- Paul Deen (de verteller)
- Rien van Noppen (de minister van Binnenlandse Zaken)
- Willy Ruys (de heer met de baard)
- Wiesje Bouwmeester (Marie)
- Tonny Foletta (Korbmacher)
- Frans Somers (de heer Whiteblacke)
- Jan Apon (hoofdredacteur Donder)
- Joke Hagelen (Luise)
- Hans Veerman (de heer Bass)

## Inhoud
Stranitzky, die in de oorlog zijn beide benen verloor, heeft een vriend, de blinde zeeman Anton, die zijn rolstoel duwt. Het lot van de twee krijgt een draai als de natie met grote deelneming verneemt dat de grote teen van de linkervoet van het staatshoofd, de nationale held, met schurft is geïnfecteerd, "echte Afrikaanse schurft", opgelopen bij een staatsbezoek. Nu voelen de invaliden zich solidair: Stranitzky zal aan de zieke nationale held voorstellen samen een regering van invaliden te vormen, lieden dus die de wereldgeschiedenis kennen. Hij zal zichzelf en Anton als ministers aanbevelen. Dan is het uit met de ellende in de ellendige wijk. Dan zitten heerser en overheerste in hetzelfde schuitje. Na een vergeefse aanloop zorgt een journalist ervoor dat het tot een ontmoeting aan het ziekbed komt. De nationale held geeft zich minzaam en vermoeid gewonnen. De openbare mening slaagt er echter in, de invaliden als bedriegers te ontmaskeren. Ternauwernood ontsnappen ze aan het verbolgen volk. Later vindt men echter de rolstoel in het kanaal achter de zeepfabriek. En heel wat later spoelen ook hun lijken aan…